# Црни спрудник
Црни спрудник (лат. Tringa erythropus) је птица селица из реда шљукарица. Име рода Tringa потиче од старогрчке речи trungas, која означава птицу која гази по блату и мрда репом горе-доле. Реч erythropus је састављена од двеју речи erythros што значи црвено и pous што значи стопало.

## Опис
Дужина тела од врха репа до врха кљуна је 29–33 cm, а распон крила је 61–67 cm. Маса птице је од 97 до 230 грама. Подсећа на црвеноногог спрудника, само је нешто издуженији и елегантнији, са дужим ногама и кљуном, који је благо савијен при врху. Док се храни, залази у дубљу воду, а неретко потапа главу у воду у потрази за воденим бескичмењацима. Лети брзо и праволинијски. У лету се може приметити да нема бела поља на крилима.

## Распрострањење и станиште
Настањује тундре северне Скандинавије и северног Сибира, близу границе арктичког круга. Зиму проводи у средњој Африци, Индији и на Блиском истоку, а у малој мери презимљава на обалама Средоземног и Јужно кинеског мора. Неке јединке залутају до Кариба, САД, Микронезије и Аустралије.
Погодна станишта за гнежђење су му низијски и брдовити предели тундре, мочварне шуме бора и брезе, а одговарају му и отворенија подручја као што су тресетишта са ретким грмљем. Током сеобе се среће на врло различитим влажним стаништима. Почевши од слатководних и брактичних мочвара и лагуна, преко муљевитих морских обала и речних наноса, па све до таложника фарми, поља пиринча, канала за наводњавање, плавних ливада и солана.

## Биологија
Храни се и дању и ноћу, а исхрана се углавном састоји од водених инсеката и њихових ларви, рачића, мекушаца, чланковитих црва. Понекад једе и рибљу млађ и водоземце до 6–7 cm.
Гнездо гради у плитком удубљењу на земљи, унутар бусена биљака или на маховини (најчешће из рода Sphagnum). У потпуно сувим подручјима, гнездо може бити сакривено испод грана патуљасте врбе. Место за гнездо тражи у близини мртвих стабала, са којих може да осматра.
Женке почињу да се селе већ почетком јуна, мужјаци их прате током јула, док се млади селе у августу и септембру. Нека места где се одмарају током сеобе су: обала Холандије, јужна Мађарска, југоисточна Грчка, Црно и Каспијско море, централни Казахстан, Бајкалско језеро, централна Јакутија, Сахалин и Јапан. Највећа зимовалишта су у државама Сахела и у северним саванама. У Африку стижу у периоду од августа до октобра и ту остају до априла. На своја гнездилишта се враћају од краја априла до средине маја. Неке јединке остају у тропима и током гнездеће сезоне, али се не гнезде. Парови се гнезде појединачно или у расутим групама која броје од 20, па и до 100 гнездећих парова у одговарајућем станишту. Пре јесење сеобе се окупљају у велика јата. Европска популација је оцењена као стабилна и процењује се да броји од 20 500 до 54 000 гнездећих парова.

## Угроженост
Ову врсту птице највише угрожава уништавање станишта на којима се одмара, храни и припрема за наставак сеобе. Влажна станишта у Гани су у великој мери деградирана абразијом, исушивањем мочвара и мелиорацијом. Обала Жутог мора у Кини и Јужној Кореји је загађена, речне обале и делте су ограничене насипима, а уклањање фауне бентоса и речног наноса у доњем току река Хоангхо и Јангцекјанг је неодрживо и неконтролисано.

## Црни спрудник у Србији
Током 19. и у првој половини 20. века, био је ретка врста током јесење сеобе. Након 1950. учестала је и бројна пролазница. Појављује се на различитим плитким воденим стаништима широм Србије. Врло ретко је посматран у јатима од неколико стотина примерака, а најбројнији је на сланим језерима, шећеранским таложницима и слатинама. У савременом преиоду није бележен током зиме.